# Obok prawdy
Obok prawdy – polski dramat psychologiczny z 1964 roku w reż. Janusza Weycherta.

## Fabuła
Na pewnej kopalni dochodzi do wypadku w wyniku którego traci życie Sieczka – jeden z górników. Jest to prosty chłop z biednej wsi, który przybył na kopalnię aby zarobić pieniądze na powiększenie gospodarki. Sprawcą wypadku jest Zyga – jeden z pracowników kopalni, który mając za rozrywkę ciągłe naśmiewanie się z wiejskiego pochodzenia Sieczki, w pewnym momencie, kolejną drwiną powoduje błędne przesłanie przez Sieczkę sygnału z windy do maszynowni, w wyniku czego Siczka spada w czeluść szybu. Nadzorujący pracę Sieczki i będący świadkiem całego zajścia technik Łopot postanawia osłaniać Zygę – wie, że zmarłemu nic już życia nie przywróci. Jako człowiek podobnie jak Sieczka pochodzący z biednej wsi i rozumiejący jego aspiracje chce również aby jego matka otrzymała odszkodowanie za syna, którego wypłacenie w wypadku wyjawienia prawdy byłoby wykluczone. Matka Sieczki otrzymuje odszkodowanie, a jej syn zostaje pogrzebany z górniczym ceremoniałem. Jednak w sprawie wypadku zostaje wszczęte prokuratorskie dochodzenie, w którym, jako nadzorujący przebieg robót głównym oskarżonym jest Łopot. Dzięki zręcznemu obrońcy i braku dowodów jego winy Łopot zostaje uniewinniony. Ambitny prokurator nie rezygnuje - jego kolejnym oskarżonym jest maszynista Bartoszek – człowiek obsługujący feralnego dania kopalnianą windę. Jest to stary fachowiec, który przed sądem początkowo przekonany o prawidłowości swoich działań, na skutek pytań prokuratora w pewnym momencie, zaczyna w nią wątpić. Uniewinniony, zaczyna jednak wierzyć, że to właśnie on jest rzeczywistym sprawcą tragedii. Jako człowiek rzetelny, przekonany, że nie jest w stanie pełnić powierzonego mu stanowiska, rezygnuje z funkcji maszynisty (tj. pracownika obsługującego kopalnianą windę) i przechodzi na poślednie, górnicze stanowisko. Cała ta sytuacja daje do myślenia Łopotowi, który zaczyna mieć wątpliwości co do słuszności swoich wcześniejszych działań. Czynnikiem dodatkowo komplikującym całą sytuację jest fakt, że Łopot kocha się w córce Bartoszka – Magdzie.

## Obsada aktorska
- Andrzej Kopiczyński – technik Łopot
- Elżbieta Czyżewska – Magda, córka Bartoszka
- Anna Ciepielewska – Miśka
- Edward Rączkowski – maszynista Bartoszek
- Henryk Bąk – adwokat Łopota
- Natalia Szymańska – matka Sieczki
- Janusz Gajos – Zyga
- Adam Fornal – inż. Lewicki
- Piotr Augustyniak – „behapowiec” Nalazek
- Edward Kusztal – Józek Sieczka
- Janusz Kłosiński – naczelny inżynier kopalni
- Janina Jabłonowska – gospodyni Łopota i Zygi
- Halina Kossobudzka – pielęgniarka
- Mirosława Wyszogrodzka – Maria, sekretarka inżyniera
- Bogusław Sochnacki – głos Sieczki
- Stanisław Milski – głos Sędziego

i inni.